# Compagnie des chemins de fer des Pyrénées-Orientales

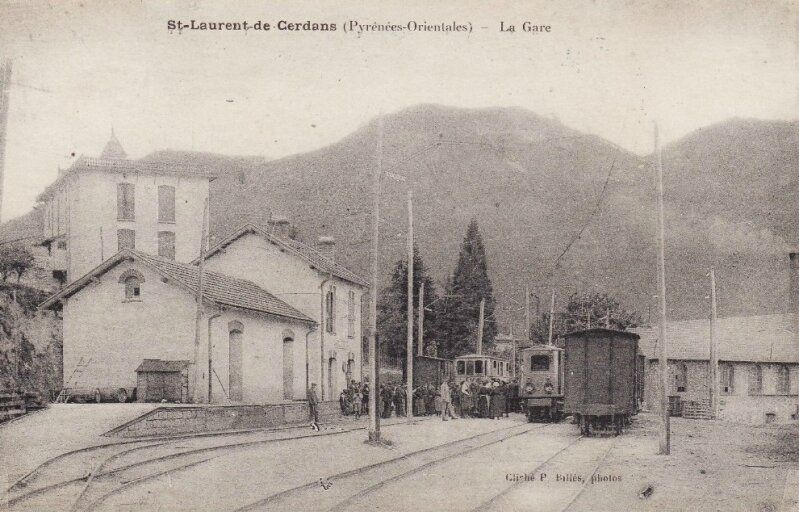
Chemins de fer des Pyrénées-Orientales - Saint-Laurent-de-Cerdans - La Gare

La Compagnie des chemins de fer des Pyrénées-Orientales (CFPO) était une compagnie d'intérêt local qui a exploité un réseau ferré situé intégralement dans le département des Pyrénées-Orientales. C'était une filiale de la Compagnie des chemins de fer du Midi. Les premières lignes furent mises en service en 1910, et le dernier tronçon en exploitation n'a fermé qu'en 1988.

## Le réseau
Le réseau exploité par la CFPO, tel que défini dans le cahier des charges de 1908, comportait 79 km de voies, se divisait en deux entités distinctes : le réseau de plaine à voie normale, centré sur Perpignan, et le réseau de montagne à voie métrique, dit « tramway du Vallespir », dans la vallée du Tech.

### Réseau de plaine
- Ligne Perpignan - Le Barcarès
- Ligne Pia - Baixas
- Ligne Perpignan - Thuir

### Tramway du Vallespir
- Ligne Arles-sur-Tech - Prats-de-Mollo
  - embranchement vers Saint-Laurent-de-Cerdans à Manyaques

### Extensions prévues
En plus du premier réseau, plusieurs extensions avaient été envisagées, notamment pour une desserte des communes au pied des Albères. Cependant, les difficultés financières de la Compagnie, couplées avec la rentabilité hasardeuse de ces nouvelles lignes, firent qu'aucun de ces projets ne vit le jour.

## Matériel roulant

### Réseau de plaine
Le réseau de plaine, non électrifié, fut exploité à l'aide de machines à vapeur jusqu'à la fermeture du réseau en 1950. L'exploitation de la ligne de Perpignan à Thuir, qui fut maintenu en service jusqu'en 1988 pour le trafic fret, se fit après-coup à l'aide de locomoteurs thermiques.